# Thrypticus aurinotatus
Thrypticus aurinotatus är en tvåvingeart som beskrevs av Van Duzee 1915. Thrypticus aurinotatus ingår i släktet Thrypticus och familjen styltflugor. Inga underarter finns listade i Catalogue of Life.